# Emundus Joannis Lynœus
Emundus Joannis Lynœus, född 1604 i Ingatorps församling, Kalmar län, död 4 maj 1693 i Vårdnäs församling, Östergötlands län, var en svensk präst.

## Biografi
Emundus Lynœus föddes 1604 i Ingatorps socken. Han blev 1634 student vid Dorpats universitet och prästvigdes 26 augusti 1641. Lynœus blev 1652 kyrkoherde i Vårdnäs församling och var respondent vid prästmötet 1652. Han var från 1 juli 1675 till 1686 kontraktsprost i Kinds kontrakt. Lynœus avled 1693 i Vårdnäs socken.

### Familj
Lynœus gifte sig 1652 med Brita Nilsdotter (död 1678). Hon var änka efter kyrkoherden Samuel Vigius i Vårdnäs församling.